# Yuruma
Yuruma ist eine Ortschaft im Departamento Potosí im Hochland des südamerikanischen Anden-Staates Bolivien.

## Lage im Nahraum
Yuruma ist der zentrale Ort des Kanton Yuruma im Municipio Villazón in der Provinz Modesto Omiste. Die Ortschaft liegt auf einer Höhe von 3235 m an einem der rechten Nebenflüsse des Río San Juan del Oro.

## Geographie
Yuruma liegt im südlichen Teil der kargen Hochebene des bolivianischen Altiplano. Das Klima ist wegen der Binnenlage kühl und trocken und durch ein typisches Tageszeitenklima gekennzeichnet, bei dem die Temperaturschwankungen zwischen Tag und Nacht in der Regel deutlich größer sind als die jahreszeitlichen Schwankungen.
Die Jahresdurchschnittstemperatur liegt bei 13 °C (siehe Klimadiagramm Tupiza) und schwankt nur unwesentlich zwischen 8 °C im Juni/Juli und 16 °C von Dezember bis Februar. Der Jahresniederschlag beträgt nur etwa 300 mm, mit einer stark ausgeprägten Trockenzeit von April bis Oktober mit Monatsniederschlägen unter 10 mm, und einer Feuchtezeit von Dezember bis Februar mit 60–80 mm Monatsniederschlag.

## Verkehrsnetz
Yuruma liegt 312 Straßenkilometer entfernt von Potosí, der Hauptstadt des gleichnamigen Departamentos, und 65 Kilometer entfernt von der Grenze zu Argentinien. Yuruma ist Haltepunkt der Bahnlinie von Oruro über Uyuni nach Villazón.
Von Potosí aus führt die vom Titicacasee kommende Nationalstraße Ruta 1 nach Südosten und erreicht nach 37 Kilometern die Ortschaft Cuchu Ingenio. Hier zweigt die Ruta 14 ab, die in südlicher Richtung über Tumusla, Cotagaita und Hornillos nach 224 Kilometern die Stadt Tupiza erreicht. Von dort aus führt die Ruta 14 weiter über Suipacha nach Yuruma und endet in Villazón an der argentinischen Grenze.

## Bevölkerung
Die Einwohnerzahl der Ortschaft ist in den vergangenen beiden Jahrzehnten auf fast das Doppelte angestiegen:
| Jahr | Einwohner | Quelle       |
| ---- | --------- | ------------ |
| 1992 | 368       | Volkszählung |
| 2001 | 392       | Volkszählung |
| 2012 | 684       | Volkszählung |
| 2024 |           | Volkszählung |

Die Region weist einen deutlichen Anteil an Quechua-Bevölkerung auf, im Municipio Villazón sprechen 37,8 Prozent der Bevölkerung Quechua.